# Vincenz Müller

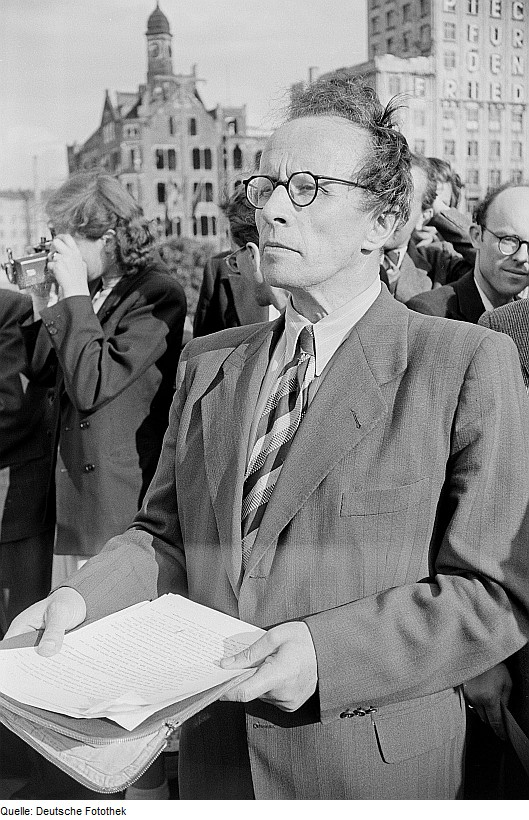
Vincenz Müller in Leipzig (1950)

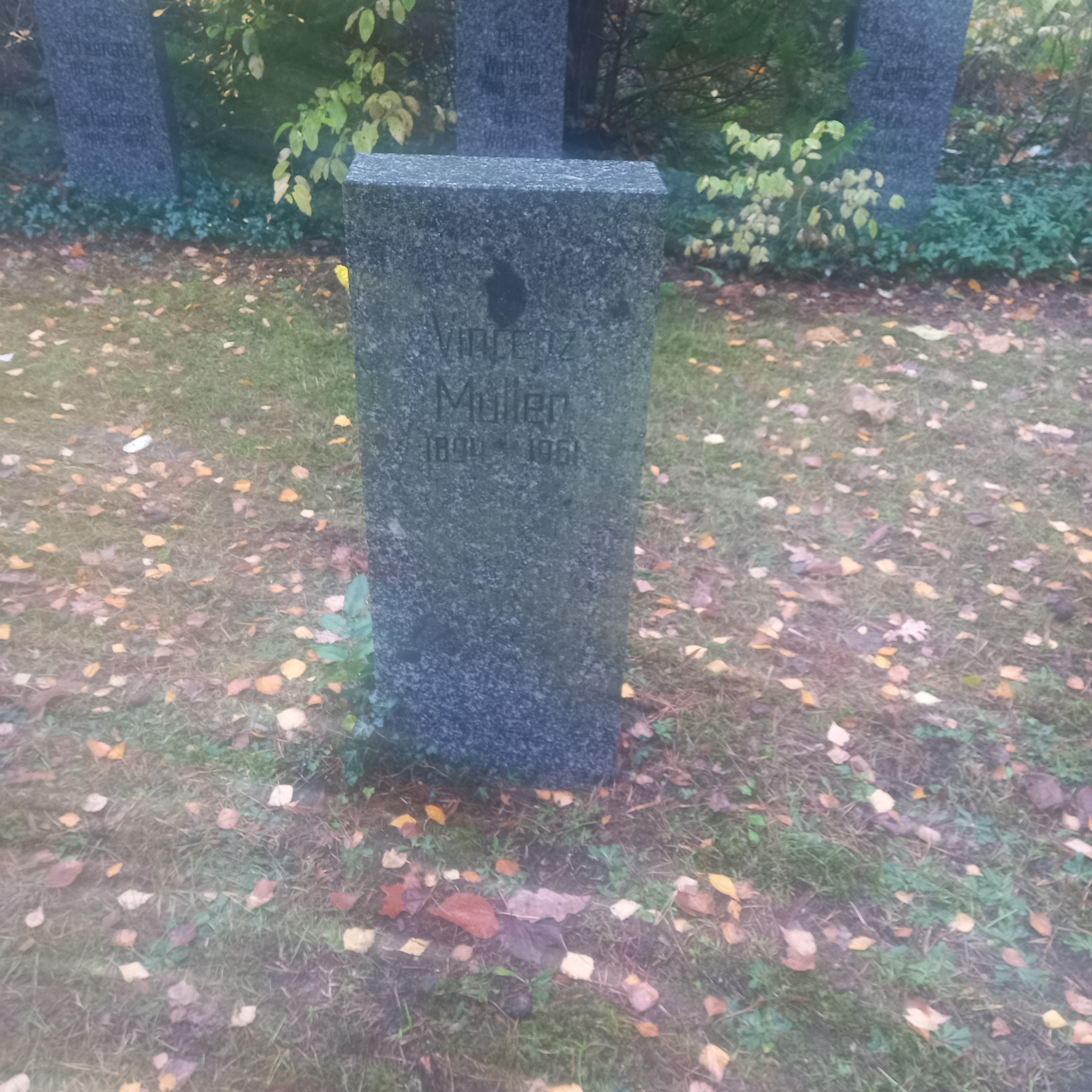
Das Grab von Vincenz Müller auf dem Friedhof Adlershof in Berlin

Vincenz Müller (* 5. November 1894 in Aichach, Bayern; † 12. Mai 1961 in Ost-Berlin) war ein deutscher Heeresoffizier (zuletzt Generalleutnant) sowie Abgeordneter der Volkskammer in der DDR. Der Infanteriekommandeur befehligte im Zweiten Weltkrieg Großverbände der Wehrmacht an der Ostfront. Im Juli 1944 geriet er in sowjetische Gefangenschaft, wechselte die Seiten und wurde ranghohes Mitglied des NKFD und des Bundes deutscher Offiziere. In der DDR war er stellvertretender Vorsitzender der Blockpartei NDPD und 1950–1952 Vizepräsident der Volkskammer. Als Stellvertreter des Innen- bzw. Verteidigungsministers und Chef des Hauptstabes wirkte er führend bei der Schaffung der Kasernierten Volkspolizei und seit 1956 der Nationalen Volksarmee mit.

## Leben
Müller wurde als Sohn des Gerbermeisters Ferdinand Müller und dessen Frau Viktoria, geb. Deuringer († 1922), geboren. Der Vater war von 1913 bis 1928 Landtagsabgeordneter der Zentrumspartei bzw. Bayerischen Volkspartei. Vincenz Müller begann nach dem Abitur 1913 am St.-Michaels-Gymnasium der Benediktiner-Abtei Metten eine Karriere als Berufsoffizier der Pioniertruppe. Er trat zunächst in die bayerische Armee ein und wechselte dann zur württembergischen Armee, wo er im 13. Pionierbataillon in Ulm diente. Der 1914 zum Leutnant ernannte Müller wurde im ersten Jahr des Ersten Weltkriegs in den Vogesen schwer verwundet. Ab Juni 1915 zog er mit 250 unterstellten Soldaten der deutschen Militärmission in der Türkei nach Konstantinopel. Nach dem November 1915 zog er von Berlin nach Bagdad. Ende 1916 erkrankte er an Typhus und Malaria und kehrte zum Lazarettaufenthalt nach Ulm zurück. Nach seiner Genesung meldete er sich im Juni 1917 freiwillig als Lehrer an der Pionieroffiziersschule in Konstantinopel, wo er als Taktiklehrer eingesetzt wurde. Von Anfang 1918 bis zum Kriegsende kämpfte er an der Westfront.
Nach dem Ende des Krieges diente er als Zugführer im Pionier-Bataillon in Ulm und beim Wehrkreiskommando V, Stuttgart. Ab 1921 durchlief er die „Führergehilfenausbildung“ (getarnte Generalstabsausbildung), die er 1927 abschloss, und wurde anschließend zum Major befördert. Parallel studierte er an der Technischen Hochschule Stuttgart drei Semester Kunstgeschichte. Im Jahre 1923 wechselte er in das Truppenamt beim Reichswehrministerium in Berlin (Ersatz für den nach dem Versailler Vertrag untersagten Generalstab), wo er zuerst in der politischen Abteilung des Reichsarchivs eingesetzt wurde. Ab Anfang Oktober 1928 wechselte er in die neu gebildete Wehrmachtsabteilung (W) unter Kurt von Schleicher. Mit seinem Förderer Schleicher verband ihn ein freundschaftliches Verhältnis. Eingesetzt war er als Referent und hatte die Aufgabe, die Propagandaarbeit für die Rüstungsarbeit der Reichswehr zu unterstützen und in getarnter Form Anleitung für die im Osten eingesetzten Grenzdiensteinheiten zu geben. Im Sommer 1930 unternahm er eine mehrwöchige Reise in die Sowjetunion, wo er Einheiten der Roten Armee und die dort von der Reichswehr unterhaltenen Ausbildungszentren in Kama und Lipezk aufsuchte.
Nach seiner Rückkehr wurde Müller ab Oktober 1930 im Truppendienst als Kompaniechef beim Pionierbataillon 7 in München eingesetzt. In Vorbereitung des „Preußenschlages“ wurde er extra nach Berlin befohlen. Bei dieser Mission, die auf Anforderung des inzwischen zum Reichswehrminister ernannten Kurt von Schleicher erfolgte, musste er aus Geheimhaltungsgründen einen Urlaub vortäuschen. Als er am 20. Juli 1932 in Berlin eintraf, war die Genehmigung zur Auslösung des Ausnahmezustandes für Berlin und Brandenburg noch nicht erteilt. Auf Weisung des Reichswehrministers von Schleicher und des Befehlshabers Gerd von Rundstedt leitete er Schritte zur Amtsenthebung der preußischen Polizeiführung ein. Als sich der Berliner Polizeipräsident Albert Grzesinski, Polizeivizepräsident Bernhard Weiß und der Leiter der Schutzpolizei Magnus Heimannsberg weigerten, seinen Anweisungen zu folgen, ließ er sie gegen 17 Uhr in Haft nehmen. Über diesen Schritt meldete er Vollzug. Diese politische Aktion trug Staatsstreichcharakter. Mit Aufhebung des Ausnahmezustandes am 26. Juli 1932 kehrte Müller zu seiner Einheit nach München zurück.

### Nationalsozialismus und Zweiter Weltkrieg
Nach der Ernennung Hitlers zum Reichskanzler am 30. Januar 1933 diente Müller von 1933 bis 1935 als Leiter des Aufbaus der Mobilmachungsorgane im Generalstab des Wehrkreiskommando VII, München, wo sein oberster Vorgesetzter General Wilhelm Adam war, den er bereits aus dem Reichswehrministerium persönlich kannte. Anschließend war er bis 1937 Leiter der Gruppe Mobilmachung im Generalstab des Heeres. Nach dem Besuch der Wehrmachtakademie diente Müller von 1938 bis 1940 als Erster Generalstabsoffizier (Ia) der Heeresgruppe 2, Kassel. In dieser Zeit wurde er zum Oberst befördert.
Müller gehörte bereits 1939 zu den Mitwissern einer Verschwörung um Erwin von Witzleben und Kurt von Hammerstein-Equord, die das Ziel hatte, Hitler und Göring zur Vereitelung weiterer Kriegspläne zu stürzen. So beteiligte er sich als Kurier zum Oberkommando des Heeres, wo er Generaloberst Franz Halder über die Lage informierte und zur Mithilfe aufforderte. Zuvor warnte er Oberst Hans Oster vor übereilten Aktionen. Die Verschwörungspläne blieben erfolglos.
Von 1940 bis 1943 war Müller Chef des Stabes der 17. Armee am Südabschnitt der Ostfront. Nach seiner Ernennung zum Generalmajor und einem Lazarettaufenthalt diente der zum Generalleutnant beförderte Müller 1943 kurzzeitig als Kommandeur der 56. Infanterie-Division, dann bis Juni 1944 als Kommandeur der aus den Resten seiner eigenen und der 262. Infanterie-Division entstandenen „Korpsabteilung D“. Am 4. Juni 1944 wurde er mit der Führung des XII. Armeekorps beauftragt. Während der Zerschlagung der Heeresgruppe Mitte im Sommer 1944 versuchte Müller als Befehlshaber einer Kampfgruppe aus Teilen der 4. Armee vergeblich, einer Einkesselung durch die Rote Armee zu entgehen.
Nach eigenen Angaben ritt Müller am 8. Juli 1944 in aussichtsloser Lage zur sowjetischen Seite, wo er sich gefangen nehmen ließ und umgehend veranlasste, dass ein von ihm verfasster Befehl, die Waffen niederzulegen, per Flugblatt über seinen Truppen abgeworfen wurde. Dies rettete zahlreichen Soldaten das Leben. Unter dem Eindruck eines Gesprächs mit dem sowjetischen Generalleutnant Lew Mechlis, das er am Tag nach seiner Gefangennahme geführt hatte, beschloss Müller, sich aktiv gegen Hitler zu stellen. Die Geschwindigkeit Müllers beim Wechsel der Seiten rief unter deutschen Kriegsgefangenen und Emigranten Verblüffung hervor. Zu dem Schaumarsch an der Spitze von 50.000 deutschen Gefangenen durch Moskau am 17. Juli 1944, dessen Bilder sofort um die Welt gingen, soll er sich freiwillig gemeldet haben.
Müller trat dem Nationalkomitee Freies Deutschland (NKFD) und dem Bund deutscher Offiziere (BDO) bei und absolvierte die Antifa-Schule in Krasnogorsk. Ein engeres Verhältnis entwickelte Müller zu dem NKWD-Mitarbeiter Wolf Stern, der sich seinerseits später für Müllers Rückkehr nach Deutschland einsetzte. Er fungierte zeitweilig als Berater des Feldmarschalls Friedrich Paulus, mit dem zusammen er während der Gefangenschaft eine Datsche in Tomilino bei Moskau bewohnte. Er bereitete mit Paulus dessen Aussage als Zeuge der Anklage beim Nürnberger Hauptkriegsverbrecherprozess vor. 1948 wirkte Müller als Assistent und Seminarleiter für Philosophie an einem Lehrgang der Antifa-Schule Krasnogorsk mit.

### Nachkriegszeit und DDR

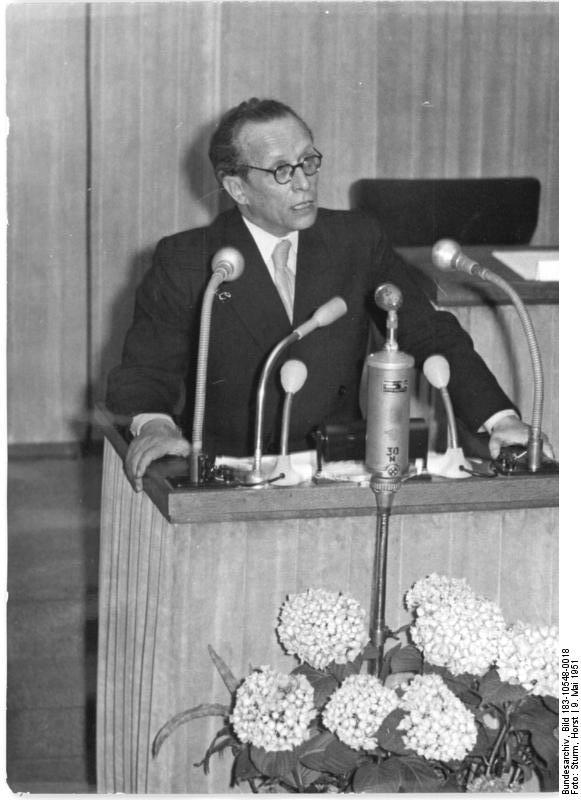
Vincenz Müller in der Volkskammer (1951)

Nach dem Beschluss des Ministerrats der Sowjetunion, in der sowjetischen Besatzungszone (SBZ) Deutschlands kasernierte, militärisch ausgerichtete Polizeibereitschaften aufbauen zu lassen, wurde Müller im September 1948 aus der Kriegsgefangenschaft in die SBZ entlassen. Dort wurde er sogleich zum Chefinspekteur der Volkspolizei in der Deutschen Verwaltung des Innern ernannt, schied aus dieser Funktion jedoch nach einer Erkrankung an Schilddrüsenüberfunktion bereits Anfang 1949 wieder aus. Müller trat der Blockpartei Nationaldemokratische Partei Deutschlands (NDPD) bei, war von Februar bis Oktober 1949 deren Politischer Geschäftsführer und anschließend bis 1952 Erster stellvertretender Vorsitzender. Von 1950 bis 1958 war er Abgeordneter der Volkskammer und von 1950 bis 1952 deren Vizepräsident.

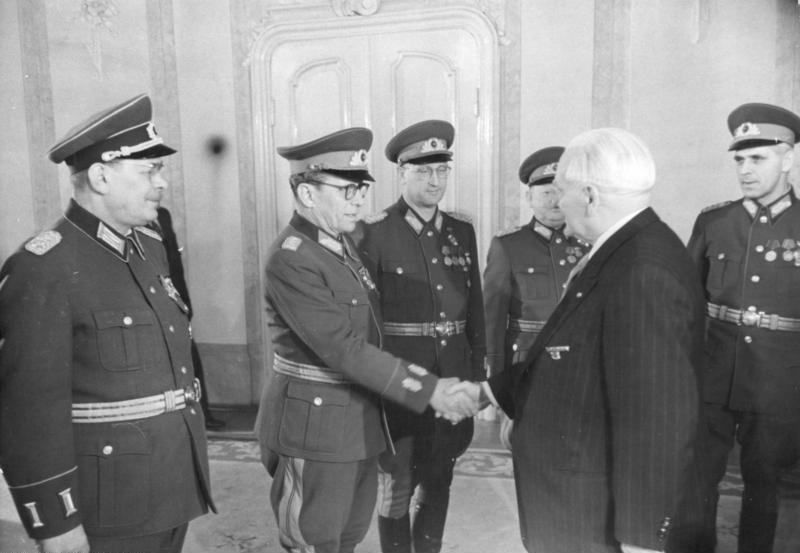
Generalleutnant Vincenz Müller (2.v.l.) bei einem Empfang durch den Präsidenten der DDR Wilhelm Pieck (1957)

Nachdem er unmittelbar nach der Kriegsgefangenschaft nach eigener Aussage kein Interesse an einer militärähnlichen Tätigkeit hatte, wirkte er ab 1952 doch am militärischen Aufbau der DDR mit. Als Nachfolger Bernhard Bechlers wurde er einer der Stellvertreter des Ministers des Innern Willi Stoph (SED) und Chef der Hauptverwaltung Organisation bzw. Chef des Stabs, ab Oktober 1952 trug er wieder den Rang eines Generalleutnants (der Volkspolizei). Das Ministerium für Staatssicherheit (MfS) überwachte ab Oktober 1952 Müller durch dessen persönlichen Sekretär Hauptmann Heinz Sperling, den es 1958 auch als Geheimen Informanten (GI) schriftlich verpflichtete. Im Jahr 1953 wurde Müller zum Chef des Stabes der Kasernierten Volkspolizei (KVP) ernannt. Mit deren Umwandlung in die Nationale Volksarmee (NVA) wechselte er 1956 als Chef des Hauptstabes der NVA in das Ministerium für Nationale Verteidigung und wurde wiederum Stellvertreter von Willi Stoph, der nun das Amt des Verteidigungsministers innehatte. Müller war damit der ranghöchste der (im Vergleich zur Bundeswehr) wenigen ehemaligen Offiziere der Wehrmacht in den DDR-Streitkräften.
Sämtliche westlichen Nachrichtendienste interessierten sich für ihn und ehemalige Kameraden besuchten ihn 1952 in Ostberlin auch im Auftrag der „Organisation Gehlen“. Über Kontakte, die er zu alten Kameraden – vor allem nach Bayern – hatte, traf er 1955 und 1956 im Auftrag der DDR-Regierung den damaligen Bundesfinanzminister Fritz Schäffer (CSU) in Ostberlin und führte Gespräche über die Chancen einer deutsch-deutschen Verständigung mit dem Ziel einer Konföderation. Müller deutete einen bevorstehenden Sturz Walter Ulbrichts und die Möglichkeit eines wiedervereinigten Deutschlands an, das aber so neutral wie Österreich sein solle.
Auf Beschluss des Politbüros der SED vom 15. Februar 1957 wurden fast alle ehemaligen Offiziere der Wehrmacht bis Ende der 1950er-Jahre schrittweise aus der NVA entlassen und pensioniert, im Februar 1958 auch Müller. Bereits im März 1958 wurde dies in der bundesdeutschen Presse gemeldet und zusätzlich dargelegt, Müller sei bereits im Dezember 1957 vom Dienst suspendiert worden. Weiter hieß es, DDR-Verteidigungsminister Stoph habe ihm vorgeworfen, sich gegen Beschlüsse des SED-Zentralkomitees bezüglich der führenden Rolle der SED in der Volksarmee gestellt zu haben. Im September 1958 wurde dann auch offiziell bekannt gegeben, dass Müller wegen einer schweren Herzkrankheit auf eigenen Wunsch in den Ruhestand versetzt worden sei.
Am 12. Mai 1961 beging Müller durch einen Sprung aus der Loggia seines Hauses in Berlin-Schmöckwitz Suizid. Kurz darauf flüchteten Müllers Sohn und Schwiegertochter in den Westen. Die DDR-Berichterstattung verschwieg den Selbstmord. Der Autor Heinz Sperling schrieb im Jahr 1997 in seinem Beitrag für die Neue Deutsche Biographie zu Vincenz Müller vom lediglich „wahrscheinlichen Freitod“. Wider besseres Wissen verbreitete der ehemalige GI Heinz Sperling gegenüber Fernsehjournalisten 1998 die Version vom möglichen Unfalltod.

## Auszeichnungen
- Eisernes Kreuz (1914) II. und I. Klasse[22]
- Verwundetenabzeichen (1918) in Schwarz[22]
- Ritterkreuz II. Klasse des Friedrichs-Ordens mit Schwertern[22]
- Mecidiye-Orden V. Klasse mit Säbeln[22]
- Liakat-Medaille in Silber mit Schwertern[22]
- Eiserner Halbmond[22]
- Deutsches Kreuz in Gold am 26. Januar 1942[23]
- Ritterkreuz des Eisernen Kreuzes am 7. April 1944[24]
- Vaterländischer Verdienstorden der DDR in Gold

## Publikationen
- Unser Programm, National-demokratische Schriftenreihe / H. Nr. 16. 1951
- Deutschlands Zukunft nicht Schicksal, sondern Selbstbestimmung, National-demokratische Schriftenreihe / H. Nr. 19. 1952
- Ich fand das wahre Vaterland. Hrsg. von Klaus Mammach, Deutscher Militärverlag, Berlin 1963 (postum).